# Austrocentrus valgiformis
Austrocentrus valgiformis är en nattsländeart som beskrevs av Oliver S. Flint Jr. 1997. Austrocentrus valgiformis ingår i släktet Austrocentrus och familjen Helicophidae. Inga underarter finns listade i Catalogue of Life.